# Площадь Победы (Барнаул)
Пло́щадь Побе́ды — одна из центральных площадей Барнаула. Расположена в Железнодорожном районе, между проспектами Строителей, Социалистическим и Красноармейским, а также железнодорожным вокзалом города. До 1981 года площадь носила название Привокзальная.
Через площадь проходят трамвайные пути и троллейбусные маршруты.

## История
Площадь появилась в Барнауле в 1914 году, когда было начато строительство здания железнодорожного вокзала (архитектор К. К. Лыгин). Территория перед ним стала носить соответствующее название — Привокзальная площадь. В 1940—1950-х годах проспект Строителей, ограничивающий площадь с востока начал активно использоваться как магистраль, связывающая Павловский тракт и центр города. Появился клуб железнодорожников и стадион «Локомотив».
В 1971 году здесь же открыт самый большой кинотеатр города — «Мир». В 1971—1975 годах на месте бывшего клуба сформировался архитектурно-монументальный ансамбль в честь победы в Великой Отечественной войне — была установлена 24-метровая стела на гранитном постаменте и бетонный редут в виде разорванного с двух сторон кольца, а также группа «Прощание» высотой 6 метров. В мемориальный комплекс входят: сквер, восемь чаш с Вечным огнём (по родам войск), 14 тысяч фамилий погибших воинов Алтайского края и Героев Советского Союза, высеченные на стенах редута.
8 мая 1981 года площадь получила своё современное название, Площадь Победы. В 1983 году в районе пересечения с Красноармейским проспектом построена 12-этажная гостиница «Барнаул». В 1995 году перед кинотеатром «Мир» установлен танк Т-34, а в 2005 году площадка перед кинотеатром переименована в бульвар защитников Сталинграда.
Имеется нереализованный проект подземного перехода под площадью Победы.

## Галерея

Монумент Победы
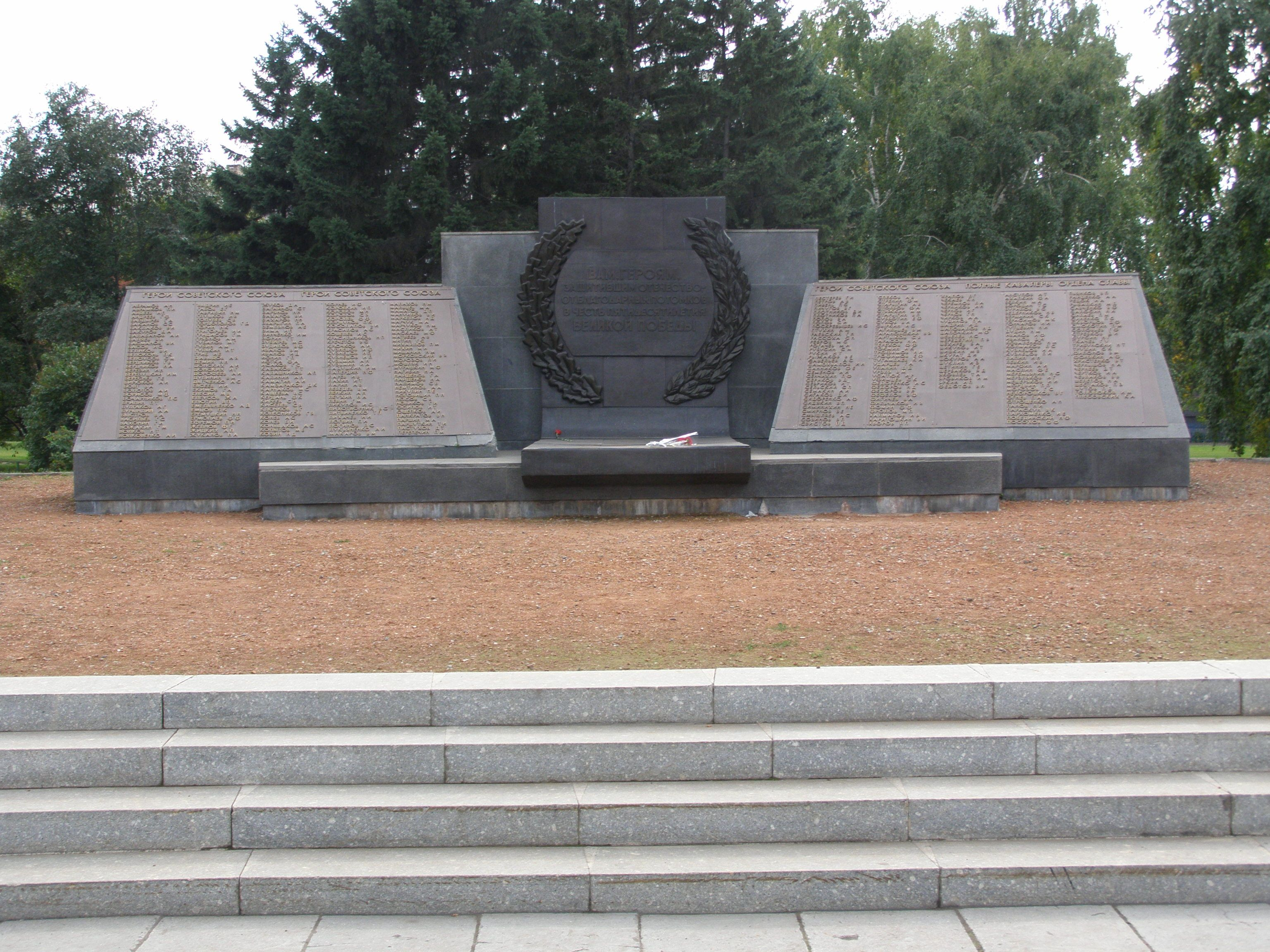
Памятник барнаульцам — Героям Советского Союза в честь 50-летия Победы
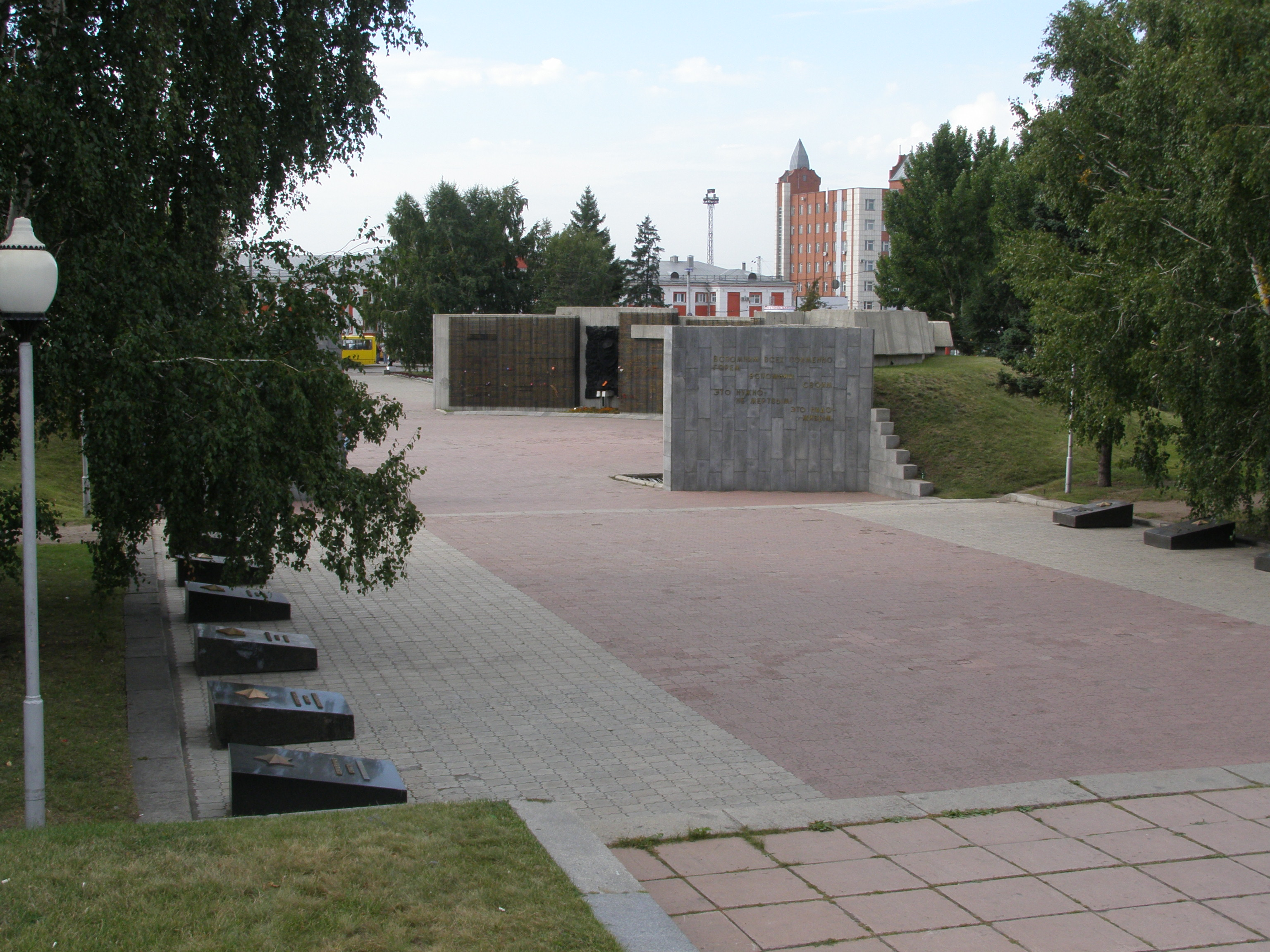
Мемориальный комплекс
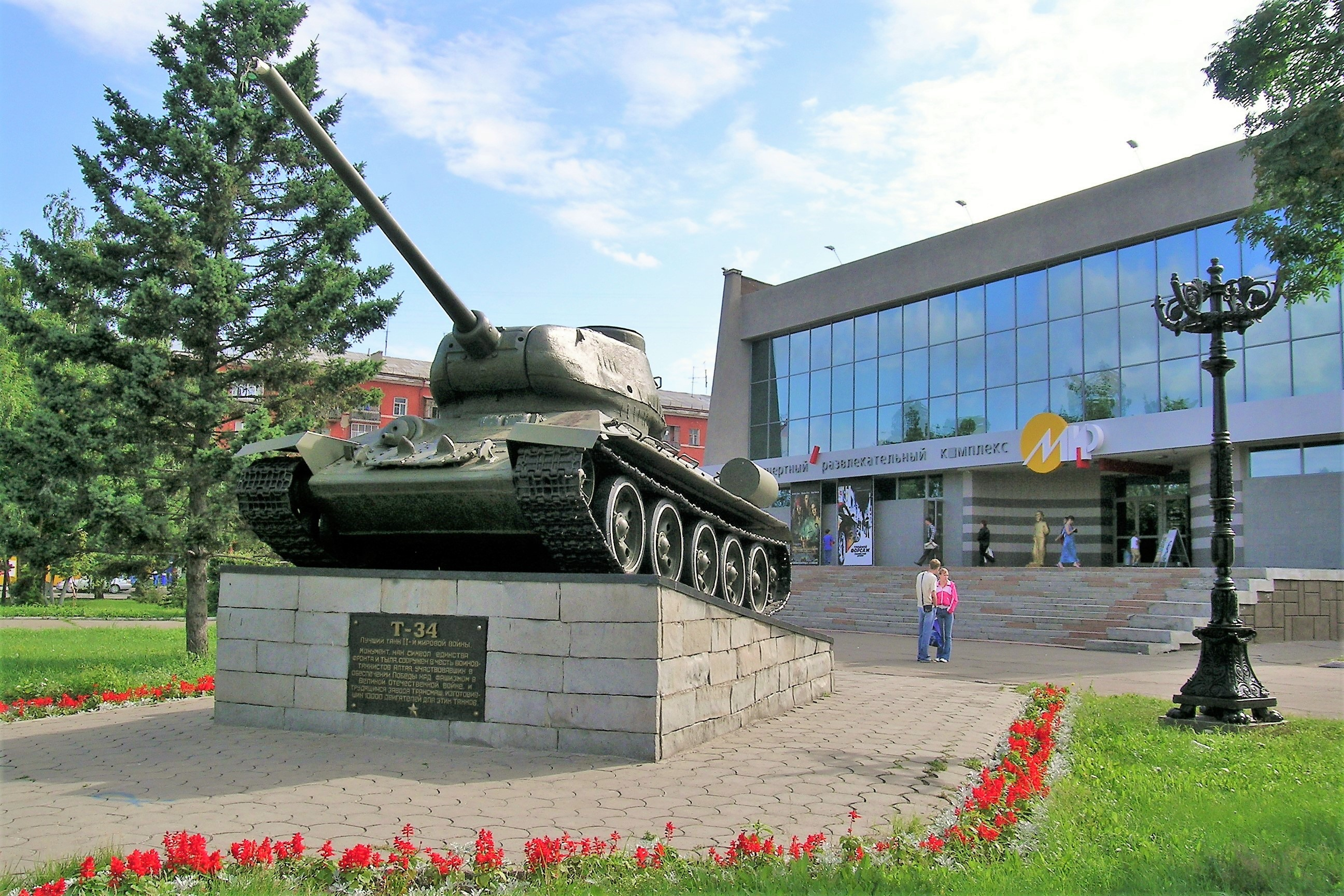
Танк Т-34 перед кинотеатром «Мир»